# Abbaye de Pegau
L'abbaye Saint-Jacques de Pegau est une ancienne abbaye bénédictine à Pegau, dans le Land de Saxe et le diocèse de Magdebourg.

## Histoire
Wiprecht de Groitzsch, margrave de Misnie, fonde le monastère en 1091. Il prévoit une maison et un cimetière pour les membres de la noblesse. Cinq ans plus tard, le monastère est consacré.
Après la mort de Bero, le premier abbé en 1100, Windolf lui succède de 1101 à 1150 ; il était auparavant directeur de l'école de l'abbaye de Corvey. Il fait prospérer l'abbaye. La colonisation germanique de l'Europe orientale s'oriente le long de la Mulde.
Blessé gravement lors d'un incendie dans sa demeure de Halle, Wiprecht se rend à l'abbaye pour y mourir. Il obtient son souhait d'être enterré dans le monastère.
En 1155, un moine rédige les Annales de Pegau.
En 1159, Jean, évêque de Mersebourg, inaugure l'église abbatiale.
En 1172 l'empereur Frédéric Barberousse accorde de nouveau à l'abbaye de Pegau le droit de tenir un marché et de frapper la monnaie.
En 1198, après la mort de l'empereur Henri VI, le monastère est subordonné au margraviat de Misnie.
Thierry IV de Lusace fait démolir l'abbaye après la bataille de Lucka le 31 mai 1307. En 1327, Frédéric II de Misnie ordonne le regroupement de la paroisse de Borna à l'abbaye. En 1502, l'abbaye est confiée à l'abbaye de Pegau. En 1522, le monastère perd ses pouvoirs au profit de Borna. Le protestantisme s'installe à Pegau en 1539, l'abbaye est sécularisé. En 1545, Maurice de Saxe acquiert les bâtiments.
Une convention initiée en 1548, entre autres par Philippe Melanchthon et l'évêque de Naumbourg Julius von Pflug, essaie en vain de parvenir à un accord entre catholiques et protestants. En 1556, la démolition est effective. Le cénotaphe de Wiprecht de Groitzsch est transféré dans l'église Saint-Laurent de Pegau.

## Source de la traduction
- (de) Cet article est partiellement ou en totalité issu de l’article de Wikipédia en allemand intitulé « Kloster Pegau » (voir la liste des auteurs).